# Daniel Seitz
Johann Daniel Seitz (* 15. April 1759 in Fürth (Odenwald); † 8. April 1839 in Ockstadt) war ein hessischer Amtmann und Politiker und Abgeordneter der 2. Kammer der Landstände des Großherzogtums Hessen.
Daniel Seitz war der Sohn des kurmainzerischen Oberschultheiß in Lorch Franz Seitz (1724–1780) und dessen Ehefrau Maria Salome, geborene König. Die Familie war römisch-katholisch. Er heiratete in erster Ehe Mara Gertrud, geborene König, und in zweiter Ehe Marie Margarethe (1757–1829), geborene Goebbel. Sein Sohn aus zweiter Ehe, Joseph Aloys Seitz, wurde Landrat des Landratsbezirks Vilbel und Kreisrat des Kreises Nidda.
Johann Daniel Seitz war großherzoglich-hessischer Rat und freiherrlich-frankensteinischer und hessischer gemeinschaftlicher Amtmann im Amt Ockstadt.
Von 1826 bis 1830 gehörte er während des 3. und 4. Landtages der Zweiten Kammer der Landstände des Großherzogtums Hessen an. Er wurde für den Wahlbezirk Oberhessen 9/Okarben-Vilbel gewählt.